# Ganzhousaurus
Ganzhousaurus là một chi khủng long, được Wang S. Sun C. Sullivan & Xu X. mô tả khoa học năm 2013.